# Дойлстаун (Пенсильвания)
Дойлстаун — боро в Соединённых Штатах Америки, административный центр округа Бакс в штате Пенсильвания.
Изначально посёлок был известен как таверна Уильяма Дойла (William Doyle’s Tavern), по названию таверны, которую Уильям Дойл основал в 1745 году в удобном месте на пересечении дороги, соединявшей фабрику Ford (сегодня Норристаун) с паромом Корьелла (ныне Нью-Хоп) (ныне шоссе США 202) и дороги между Филадельфией и Истоном (сейчас шоссе PA 611) .
Постепенно из поселка он стал деревней, а затем, благодаря своему расположению, в 1813 году стал административным центром округа Бакс. Это дало новый импульс развитию, и в 1838 году городу был присвоен статус боро .
В XX веке археолог Генри Чепмен Мерсер основал в городе музей, где хранилась его коллекция механических инструментов. Сегодня этот музей, вместе с домом самого Мерсера и музеем моравской керамики и кафеля «Моравского гончарного и кафельного завода» представляют местные туристические достопримечательности.

## Известные жители
- Альфред Бестер, писатель-фантаст.
- Джин Тумер, поэт и писатель.